# Constantino de Tárnava
Constantino de Tárnava Garza (Monterrey, Nuevo León, 26 de febrero de 1898 - 6 de febrero de 1974) fue un científico, investigador e ingeniero eléctrico mexicano. Constantino realizó la primera transmisión de radio en México, el 9 de octubre de 1921. Se le considera el pionero y padre de la radiodifusión en México y Latinoamérica.

## Biografía
Desde esta emisión anunció como sus nominales TND (Tárnava Notre Dame) en honor de la Universidad Notre Dame en Indiana, Estados Unidos, donde estudió Ingeniería Eléctrica.
Tiempo más tarde, después de la primera transmisión consigue los indicativos Experimental 24 A, y de 1923 a 1929 utiliza las nominales CYL, CYA, CYO de manera temporal y progresiva. Es en 1929 cuando se oficializa el documento de la Conferencia Internacional de Telecomunicaciones celebrado en Washington D. C., y se designan los indicativos XAA-XFZ para México, entonces la TND obtiene las nominales XEH. Para comienzos de la década de 1960, vende la XEH a Mario Quintanilla, quien por ese entonces fue el fundador de la estación de televisión en Monterrey.
En octubre de 1971 y con motivo del Aniversario 50 de la Primera Estación de Radio en México, es objeto de un homenaje y reconocimiento. En dicha celebración estuvieron presentes el Gobierno del Estado de Nuevo León, representado por el gobernador, Luis M. Farías, también locutor, de la XEW, poseedor de una extraordinaria voz; la Cámara Nacional de la Industria del radio y Televisión con la presencia de su Presidente el Sr. Carlos Flores, Gerente General del Núcleo Radio Mil, la Secretaría de Comunicaciones y Transportes con la asistencia del Lic. Julio César Contreras Camacho Director de Concesiones y Permisos de la Subsecretaría de Radiodifusión; entre otras personalidades de entidades públicas y privadas.
Algunos escritores del desarrollo del Radio en México comenzaron a encontrar a mediados de los años 1980 documentos que de cierta manera avalaban la participación de radiófilos en algunas transmisiones, pruebas experimentales y eventos donde se usaba la Telefonía Sin Hilos (TSH), en fechas previas a octubre de 1921.Sin embargo en el 2021, con motivo del Cumpleaños 100 del Radio en "unos pequeños destellos de la Gran Historia del Radio" específicamente en el "destello 000 El Final como El Inicio" teniendo como invitada a la Dra. Elizabeth Rodríguez Montiel, el realizador y conductor de outline radio Jaime Kurt menciona algunas confusiones, series de hechos históricos importantes sobre puestos, llamados "overlaps", además de la falta de pruebas en la transmisión del Teatro Ideal. Se evidencia que hay insuficiencia de pruebas en la presunta transmisión del Teatro Ideal. Entonces se fortalece y unifica la fecha de nacimiento del Radio en México: 9 de octubre de 1921.

## Muerte
Murió en 1974 por una enfermedad pulmonar. Sus restos se encuentran en el cementerio Panteón del Carmen. Al funeral asistieron Pedro Zorrilla Martínez, quien en ese entonces se desempeñaba como Gobernador de Nuevo León, así como el cuerpo de locutores decanos de Monterrey.